# Château de Gurgy-la-Ville
Le château de Gurgy-la-Ville ou château des hirondelles est situé au centre de Gurgy-la-Ville, dans le département français de la Côte-d'Or.

## Architecture
Le bâtiment s’organise autour d'une cour fermée à l'est par le logis principal. Celui-ci est composé d'un rez-de-chaussée, d'un étage carré et d'un étage de comble couvert d'un toit à croupe en tuiles plates. 
Trois lucarnes en œil-de-bœuf éclairent les combles. A l'angle sud-est, il est flanqué d'une tour ronde. Au sud, une galerie le prolonge perpendiculairement au niveau de la courtine, rejoignant une deuxième tour ronde. Celle-ci, flanquée d'une échauguette, est percée de plusieurs canonnières. Sur la façade est du logis, donnant sur le jardin et le nymphée, on note les rainures des flèches d'un pont-levis surmontant une porte charretière et une porte piétonne.